# (30889) 1993 FU6
(30889) 1993 FU6 est un astéroïde de la ceinture principale d'astéroïdes de 4,663 km de diamètre découvert en 1993.

## Description
(30889) 1993 FU6 a été découvert le 17 mars 1993 à l'observatoire de La Silla, au Chili, par le programme Uppsala-ESO Survey of Asteroids and Comets (UESAC) .

### Caractéristiques orbitales
L'orbite de cet astéroïde est caractérisée par un demi-grand axe de 2,95 ua, un périhélie de 2,83 ua, une excentricité de 0,04 et une inclinaison de 3,33° par rapport à l'écliptique. Du fait de ces caractéristiques, à savoir un demi-grand axe compris entre 2 et 3,2 ua et un périhélie supérieur à 1,666 ua, il est classé, selon la JPL Small-Body Database, comme objet de la ceinture principale d'astéroïdes.

### Caractéristiques physiques
(30889) 1993 FU6 a une magnitude absolue (H) de 14,1 et un albédo estimé à 0,224, ce qui permet de calculer un diamètre de 4,663 km. Ces résultats ont été obtenus grâce aux observations du Wide-Field Infrared Survey Explorer (WISE), un télescope spatial américain mis en orbite en 2009 et observant l'ensemble du ciel dans l'infrarouge, et publiés en 2011 dans un article présentant les premiers résultats concernant les astéroïdes de la ceinture principale.